# 李若瀅
李若瀅（Laura Li，1988年7月25日—），是2009年度澳門小姐競選冠軍得主。曾參加2010年國際中華小姐競選。

## 生平
曾就讀深圳實驗學校，後為澳門大學英語傳播系畢業。
在2009年澳門小姐競選中，李若瀅以“黑馬”姿態勝出，除獲得桂冠外，還榮膺“最上鏡小姐”，為本屆的雙料冠軍。
在首個自我介紹環節，李若瀅以淡定的表現，成為唯一未被扣分的選手，經過激烈的角逐，終由表現淡定的李若瀅奪桂。